# Mordellistena weisei
Mordellistena weisei es una especie de coleóptero de la familia Mordellidae.

## Distribución geográfica
Habita en Argel,  el Cáucaso y Turquestán.